# Västergaddarna
Västergaddarna är öar i Finland. De ligger i Skärgårdshavet och i kommunen Pargas i landskapet Egentliga Finland, i den sydvästra delen av landet. Öarna ligger omkring 85 kilometer sydväst om Åbo och omkring 200 kilometer väster om Helsingfors. Västergaddarna ligger 7 meter över havet.
Arean för den av öarna koordinaterna pekar på är 1,8 hektar och dess största längd är 180 meter i sydöst-nordvästlig riktning.